# HD 114837
HD 114837 é uma estrela na constelação de Centaurus. Tem uma magnitude aparente visual de 4,93, sendo visível a olho nu em locais sem muita poluição luminosa. É uma estrela próxima localizada a uma distância de 59,5 anos-luz (18,25 parsecs) da Terra, determinada a partir de medições de paralaxe pela sonda Gaia. Atualmente se aproximando rapidamente do Sistema Solar com uma velocidade radial de 64,0 km/s, fará sua aproximação máxima ao Sol em cerca de 240 mil anos, a uma distância de 21,5 anos-luz (6,6 pc).
Esta é uma estrela de classe F da sequência principal com um tipo espectral de F6V e uma temperatura efetiva de 6 300 K. Tem uma idade estimada de 4,65 bilhões de anos e uma massa de 1,16 vezes a massa solar. Está girando com uma velocidade de rotação projetada de 9,3 km/s e tem um raio equivalente a 1,47 raios solares. Sua metalicidade, a abundância de elementos além de hidrogênio e hélio, é inferior à solar, possuindo apenas metade da proporção de ferro do Sol.
HD 114837 forma uma estrela binária com um objeto de magnitude aparente 10,2 a uma separação de 4,2 segundos de arco. Essa estrela foi observada pela primeira vez em 1928 a uma separação de 2,7 segundos de arco da primária, e foi identificada novamente em um artigo de 2014, confirmando que é uma companheira física.